# Annada (Misuri)
Annada es una villa ubicada en el condado de Pike en el estado estadounidense de Misuri. En el Censo de 2010 tenía una población de 29 habitantes y una densidad poblacional de 183,56 personas por km².

## Geografía
Annada se encuentra ubicada en las coordenadas 39°15′44″N 90°49′43″O / 39.26222, -90.82861. Según la Oficina del Censo de los Estados Unidos, Annada tiene una superficie total de 0.16 km², de la cual 0.16 km² corresponden a tierra firme y (0%) 0 km² es agua.

## Demografía
Según el censo de 2010, había 29 personas residiendo en Annada. La densidad de población era de 183,56 hab./km². De los 29 habitantes, Annada estaba compuesto por el 96.55% blancos, el 3.45% eran afroamericanos, el 0% eran amerindios, el 0% eran asiáticos, el 0% eran isleños del Pacífico, el 0% eran de otras razas y el 0% pertenecían a dos o más razas. Del total de la población el 0% eran hispanos o latinos de cualquier raza.